# Saint-Loubès

Saint-Loubès este o comună în departamentul Gironde din sud-vestul Franței. În 2009 avea o populație de 7.894 de locuitori.

## Evoluția populației
| An        | 1975  | 1982  | 1990  | 1999  | 2006  | 2009  |
| --------- | ----- | ----- | ----- | ----- | ----- | ----- |
| Populație | 4.027 | 4.956 | 6.207 | 7.090 | 7.639 | 7.894 |